# 東北樂天金鷲
東北樂天金鷲（日语：／ Tōhoku Rakuten Gōruden Īgurusu ?），是一支隸屬日本職棒太平洋聯盟的球隊。擁有者為樂天株式會社（Rakuten）。球衣顏色为酒紅色，2004年成立，2005年加入太平洋聯盟。2013年，東北樂天金鷲以4：3擊敗衛冕軍讀賣巨人，拿下球團史上首座總冠軍。
東北樂天金鷲與中華職業棒球大聯盟樂天桃猿同為日本樂天株式會社（Rakuten）擁有的球隊。韓國職棒樂天巨人與日本職棒千葉羅德海洋則是另一同名為樂天的集團（Lotte）旗下球隊。

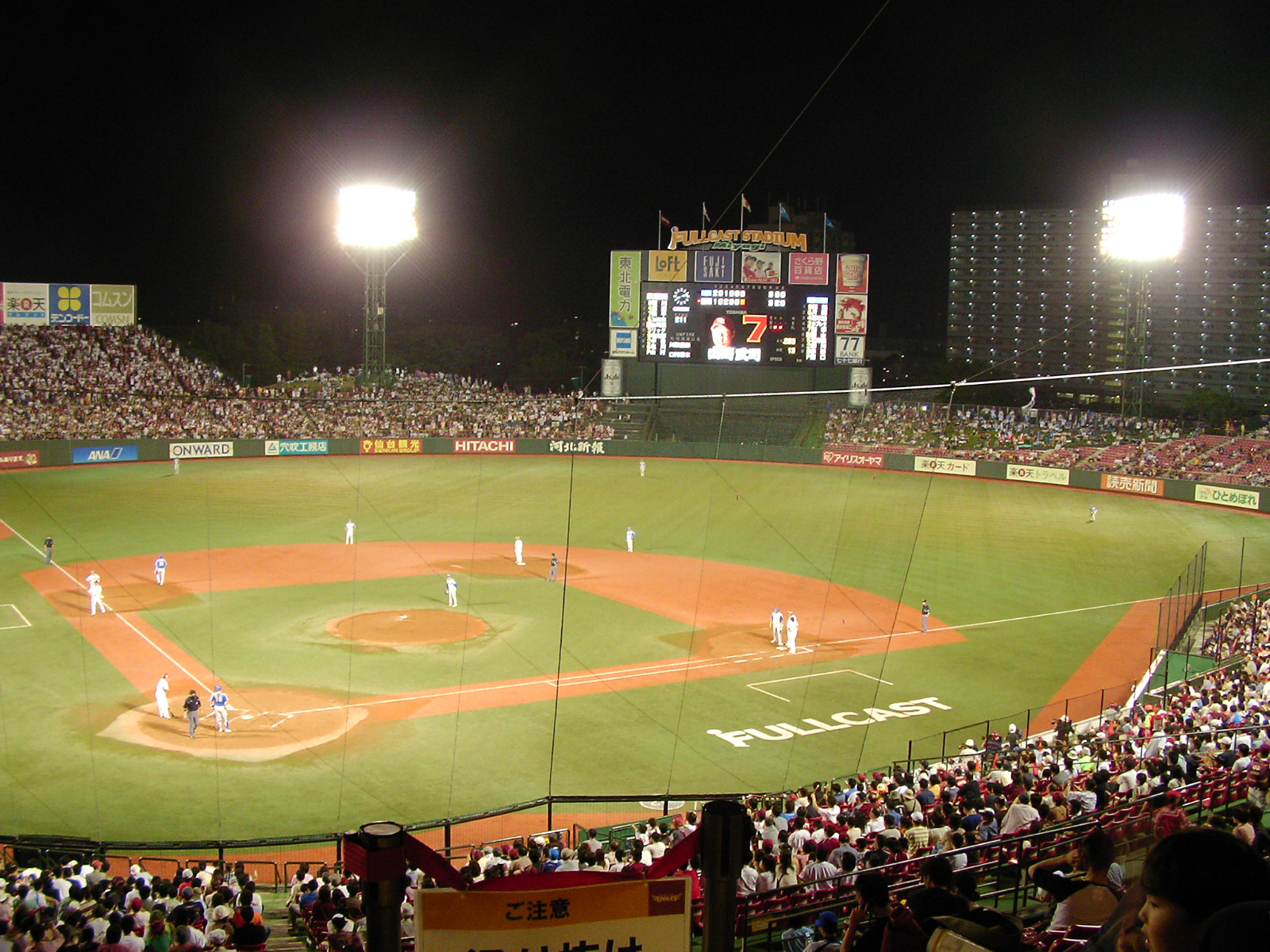
東北樂天金鷲主場

## 球隊紀錄

### 2005年：初登場
2005年為東北樂天金鷲加入太平洋聯盟的處女秀，並在3月26日（隊史第一場比賽）以3：1擊敗千葉羅德海洋博得好彩頭，不過隔天3月27日被羅德0：26血洗。7月10日，樂天對千葉以4：4握手言和，這是隊史第一場和局。

### 2006年-2010年：起飛
2007年5月11日，樂天以7：5擊敗歐力士野牛，奪下隊史第100勝。5月15日以3：2擊敗北海道日本火腿鬥士，拿下隊史首度5連勝。
2008年4月2日，樂天以6:3打敗羅德，收下隊史首度6連勝。
2009年，樂天隊史首度打進高潮系列賽。他們以洋聯第2的身分擊退洋聯第3的福岡軟銀鷹，但在決勝輪賽前以0：1落後的他們，最後以1：4不敵火腿。

### 2011年：震災之殤
311大地震為東北地區帶來毀滅性的重創，也讓樂天的主球場受損，球隊一度流浪於異鄉，最後該季僅獲得洋聯第5。
但從那一天開始，肩負著東北球迷期待的樂天球員，不僅不斷到東北各地慰問，也開始不只為自己而戰。

### 2012年：黎明時分，神之子降臨
樂天該季以洋聯第4收尾，但他們陣中也不是沒有驚奇。
從8月開始，陣中王牌田中將大連勝不止，只是沒人能料想到他的傳說即將開始...

### 2013年：隊史首度日本一
2013年，樂天王牌田中將大延續去年連勝的氣勢，越投越起勁，居然在該季例行賽交出24W0L的鬼神數據！在他瘋狂表現帶動下，打線也源源不絕地提供火力支援，讓樂天首度站上洋聯例行賽冠軍。這一次他們可以以逸待勞，並享有1場勝利的優待。
洋聯決勝輪，樂天以4：1打敗洋聯第3的羅德，隊史首度晉級日本大賽。
11月3日（日本大賽G7），樂天以3：0擊敗衛冕軍讀賣巨人，以4：3獲得隊史首座日本一，藉此慰問2年前受到地震重創的東北居民。
而在球季結束後，田中將大透過入札制度與紐約洋基簽下長約，帶著大家的祝福挑戰美國職棒。

### 2017年：隊史首度下剋上
田中將大離開後，樂天再度落到B段班，直到2017年才再度崛起，一度在洋聯獨走，不過在季中被軟銀鷹和西武獅超車，落到洋聯第3。
高潮系列賽第一輪，樂天雖然在G1被菊池雄星狠狠修理，但後2戰上演大逆轉，以2：1取得飛往福岡的機票。
高潮系列賽決勝輪，以0：1落後的樂天率先連奪2勝，一度有機會和央聯橫濱DeNA海灣之星一樣掃落聯盟前2晉級日本一，然而軟銀鷹連下3城，終結樂天的驚奇之旅。

### 2018年
樂天的梨田昌孝在6月中也同樣由於球隊長期墊底而宣布請辭，梨田去職後，監督由首席教練平石洋介代理，任職期間拿下37勝41敗2和。
同樣新上任的總經理石井一久，季後確認將平石洋介真除，明年擔任正式的一軍的監督，同時也網羅本季自歐力士退役的小谷野榮一擔任打擊教練。

### 2019年
樂天平石洋介在9月15日對戰歐力士落敗後，就決定要肩負起責任，退下總教練一職。
傳出可能會被解任消息，根據《日刊體育》報導，現在球隊球隊雖然有機會進季後賽，但是無法奪下洋聯冠軍，因此平石將不續任。
而他去年是在6月17日季中接任，是12球團中最年輕的總教練，不過平石退任後，二軍總教練三木肇有機會接任，日媒推測，GM石井一久也可能兼任，另外前養樂多隊總教練古田敦也，也有機會出任。
對於這樣的報導，石井一久卻相當不開心，他表示，根本還沒有談到明年監督的去留，這對於一個球隊來說是大事情」並且怒批披露這項消息的媒體，在爭取季後賽的關鍵時刻出現這種消息「而且沒來問過我說法就寫了對選手相當失禮的東西，這是基本禮貌吧？」
不過有關平石監督的人事問題，石井一久卻說「應該是球季結束後才會開始研究吧？最後一戰會盡快決定未來的方向。」
樂天隊在今天宣布未與投手技術教練 佐藤義則以及育成總合教練 高須洋介續約
兩人都確定會在球季結束之後離隊，最後在10月11日宣布由原二軍監督三木肇接任一軍監督一職。

### 2020年
樂天三木肇帶完一年後回到二軍監督，在11月11日宣布由球團GM石井一久接任一軍監督一職。

### 2023年
在最終戰落敗，第四名無緣CS之後，石井一久在三年合約今年屆滿後向球團表明辭意可能就此退團。

### 2024年
樂天球團稍早也宣布，原一軍打擊教練今江敏晃接任監督一職。

## 球隊名變遷與各年度成績
| 年度                         | 監督                                         | 排名 | 出賽 | 勝 | 敗 | 和 | 勝率 | 勝差       | 打擊率 | 防御率 | 全壘打 | 季後賽                                                                                         |
| ---------------------------- | -------------------------------------------- | ---- | ---- | -- | -- | -- | ---- | ---------- | ------ | ------ | ------ | ---------------------------------------------------------------------------------------------- |
| 東北樂天金鷲隊（太平洋聯盟） |                                              |      |      |    |    |    |      |            |        |        |        |                                                                                                |
| 2005年                       | 田尾安志                                     | 6    | 136  | 38 | 97 | 1  | .281 | ---（注3） | .255   | 5.67   | 88     | --                                                                                             |
| 2006年                       | 野村克也                                     | 6    | 136  | 47 | 85 | 4  | .356 | ---（注3） | .258   | 4.30   | 67     | --                                                                                             |
| 2007年                       | 野村克也                                     | 4    | 144  | 67 | 75 | 2  | .472 | 13.5       | .262   | 4.31   | 111    | --                                                                                             |
| 2008年                       | 野村克也                                     | 5    | 144  | 65 | 76 | 3  | .461 | 11.5       | .272   | 3.89   | 94     | --                                                                                             |
| 2009年                       | 野村克也                                     | 2    | 144  | 77 | 66 | 1  | .538 | 5.5        | .267   | 4.01   | 108    | 晉級高潮系列賽。 （高潮系列賽第一輪以2勝0負擊敗軟銀） （高潮系列賽決勝輪以1勝4負敗給火腿）     |
| 2010年                       | Marty Brown                                  | 6    | 144  | 62 | 79 | 3  | .440 | 15.0       | .265   | 3.98   | 95     | --                                                                                             |
| 2011年                       | 星野仙一                                     | 5    | 144  | 66 | 71 | 7  | .482 | 23.5       | .245   | 2.85   | 53     | --                                                                                             |
| 2012年                       | 星野仙一                                     | 4    | 144  | 67 | 67 | 10 | .500 | 7.5        | .252   | 2.99   | 52     | --                                                                                             |
| 2013年                       | 星野仙一                                     | 1    | 144  | 82 | 59 | 3  | .582 | ---        | .267   | 3.51   | 97     | 太平洋聯盟優勝，且首輪輪空。 （高潮系列賽決勝輪以4勝1負擊敗羅德） （日本大賽以4勝3負擊敗巨人） |
| 2014年                       | 星野仙一 佐藤義則（代理） 大久保博元（代理） | 6    | 144  | 64 | 80 | 0  | .444 | 17.0       | .255   | 3.97   | 78     | --                                                                                             |
| 2015年                       | 大久保博元                                   | 6    | 143  | 57 | 83 | 3  | .407 | 33.5       | .241   | 3.82   | 85     | --                                                                                             |
| 2016年                       | 梨田昌孝                                     | 5    | 143  | 62 | 78 | 3  | .443 | 25.0       | .257   | 4.11   | 101    | --                                                                                             |
| 2017年                       | 梨田昌孝                                     | 3    | 143  | 77 | 63 | 3  | .550 | 15.5       | .254   | 3.33   | 135    | 晉級高潮系列賽。 （高潮系列賽首輪以2勝1負擊敗西武） （高潮系列賽決勝輪以2勝4負敗給軟銀）       |
| 2018年                       | 梨田昌孝 平石洋介（代理）                    | 6    | 143  | 58 | 82 | 3  | .414 | 29.5       | .241   | 3.78   | 132    | --                                                                                             |
| 2019年                       | 平石洋介                                     | 3    | 143  | 71 | 68 | 4  | .511 | 7.5        | .251   | 3.74   | 141    | 晉級高潮系列賽。 （高潮系列賽首輪以1勝2負敗給軟銀）                                            |
| 2020年                       | 三木肇                                       | 4    | 120  | 55 | 57 | 8  | .491 | 16.5       | .258   | 4.18   | 112    | --                                                                                             |
| 2021年                       | 石井一久                                     | 3    | 143  | 66 | 62 | 15 | .519 | 5.5        | .243   | 3.40   | 108    | 晉級高潮系列賽。 （高潮系列賽首輪以1敗1和敗給羅德）                                            |
| 2022年                       | 石井一久                                     | 4    | 143  | 69 | 71 | 3  | .493 | 6.5        | .243   | 3.40   | 108    | —                                                                                              |
| 2023年                       | 石井一久                                     | 4    | 143  | 70 | 71 | 2  | .496 | 17.0       | .244   | 3.52   | 104    | —                                                                                              |
| 2024年                       | 今江敏晃                                     | 5    | 143  | 67 | 72 | 4  | .482 | 28.5       | .242   | 3.73   | 72     | —                                                                                              |

1.2004年至2006年，太平洋聯盟賽制採前3名球隊晉級季後賽，並由在季後賽獲勝的隊伍取得太平洋聯盟優勝並獲得日本大賽參賽資格，排名依太平洋聯盟官方提供為主。

2.2007年起，引入高潮系列賽，前三名球隊可取得晉級資格，聯盟優勝第一輪輪空，第二輪為五戰三勝制。

3.2008年起，改為聯盟冠軍在第二輪先取得一勝資格，同時第二輪改為六戰四勝制。

4.2010年起，第一輪改稱為首輪，第二輪改稱為決勝輪。

5.2020年賽季，由於嚴重特殊傳染性肺炎關係，賽季僅進行120場賽事，同時考量球場及氣候因素而有補賽的情形，太平洋聯盟於6月15日宣布2020年賽季的高潮系列賽取前二名球隊直接進行決勝輪，賽制採五戰三勝制，聯盟優勝先取得一勝資格方式不變。

## 總教練
| 教練名      | 接任年份 | 解任年份 | 日本一 | 備註       |
| 田尾安志    | 2005年   | 2005年   |        |            |
| 野村克也    | 2006年   | 2009年   |        |            |
| Marty Brown | 2010年   | 2010年   |        |            |
| 星野仙一    | 2011年   | 2014年   | 1次    |            |
| 佐藤義則    | 2014年   | 2014年   |        | 代理       |
| 大久保博元  | 2014年   | 2014年   |        | 代理       |
| 大久保博元  | 2015年   | 2015年   |        |            |
| 梨田昌孝    | 2016年   | 2018年   |        |            |
| 平石洋介    | 2018年   | 2018年   |        | 代理       |
| 平石洋介    | 2019年   | 2019年   |        |            |
| 三木肇      | 2020年   | 2020年   |        | 第1次      |
| 石井一久    | 2021年   | 2023年   |        |            |
| 今江敏晃    | 2024年   | 2024年   |        |            |
| 三木肇      | 2025年   |          |        | 第2次 現任 |

粗體者為曾經奪得日本大賽冠軍的教練。

## 知名旅外球員
- 福盛和男（2008年，曾效力於美國職棒的德州遊騎兵）
- 岩隈久志（2012年-2017年，曾效力於美國職棒的西雅圖水手）
- 田中將大（2014年-2020年，曾效力於美國職棒的紐約洋基）

## 旅日台灣球員
- 林英傑（2006年-2008年）
- 林恩宇（2007年-2009年）
- 宋家豪（2016年-）
- 王彥程（2019年-）
- 陽柏翔（2024年-）
- 蕭齊（2024年-）

## 退休號碼
- 10（球迷）（日本職棒首創；2004年12月17日）

## 關連項目
- 東北樂天金鷲隊球員列表
- 中華職業棒球大聯盟樂天桃猿

## 外部連結
- 官方网站
- 東北楽天ゴールデンイーグルス的X（前Twitter）
- 楽天イーグルス ファーム【若鷲】的X（前Twitter）
- 東北樂天金鷲的Facebook專頁
- 東北樂天金鷲的Instagram帳戶
- YouTube上的東北樂天金鷲頻道